# 平王 (周)
平王（へいおう）は、周朝の第13代王。平王の時代より周は東周と称されるようになる。子は太子洩父、王子狐、王子烈ら。
宜臼は元来幽王の太子であったが、褒姒が後宮に入り寵愛を受け、伯服（伯盤）を儲けると、廃太子され、宜臼は申へ逃れた。母であり同じく廃后された申后の父である申侯はこれに怒り、幽王が悪戯で烽火を用い諸侯を集め、それにより諸侯の信頼を失っていた機に乗じ、西方の犬戎と協力して幽王を攻撃した。前771年、幽王と伯服は驪山において殺害され、褒姒も犬戎により連れ去られ、ここに西周は滅亡した。
父幽王が非業の死を遂げた後は、廃太子されていた宜臼は外祖父の申侯、繒侯、許の文公、従父の鄭の武公などの諸侯によって、申にて即位させられた。しかし、都城である鎬京は戦乱で荒廃していたため、紀元前770年に洛邑（現在の洛陽）の王城に遷都し、東周が始まった。以後も鎬京には叔父である携王一派が存在しており、前759年にこれを倒し、東西分裂していた周を統一した。
平王は51年の在位の後に崩御した。太子洩父は夭折しており、太子の子である林が王太孫となり、祖父の後を継いで王位を継承した（桓王）。